# Born from Pain
Born from Pain ist eine niederländische Hardcore-Punk-Band, die aus Heerlen stammt.

## Geschichte
Born from Pain wurde 1997 in Heerlen gegründet. Alle Bandmitglieder hatten zu der Zeit bereits in diversen Bands Hardcoreerfahrung gesammelt. Insbesondere Bassist Rob und Sänger Che wollten einen neuen Sound an den Mann bringen, der roh und ungeschliffen klingen sollte. Die Musik sollte „in die Fresse hauen“.
Bereits kurz nach der Gründung spielten sie ihre ersten Gigs. Die erste Veröffentlichung sollte aber noch bis 1999 dauern. Da erschienen eine erste Demo mit 2 Tracks auf Vinyl. 2001 folgte dann die erste Single namens Immortality. In der Zwischenzeit wurden diverse Konzerte gespielt.
Im Jahr 2002 erschien das erste Album Reclaiming the Crown der Band, welches 10 Titel enthielt und in der Fachwelt begeistert aufgenommen wurde. Es folgte eine Tour mit den Metalcoreveteranen von Hatebreed und 2003 die Veröffentlichung des zweiten Albums Sands of Time. Es folgten Touren mit Terror und Madball sowie Auftritte in den USA und Japan.
Mit der Veröffentlichung des Longplayers In Love With The End 2005 gelang der Band der Durchbruch. Es folgte die erste Headlinertour und man war Vorband für Größen wie Six Feet Under, Soulfly, Agnostic Front und Napalm Death. Seit der Veröffentlichung des letzten Albums befindet sich die Band beinahe ununterbrochen auf Tour. Allerdings fanden sie etwas Zeit ihren neuen Longplayer einzuspielen. Besonders der Sommer 2006 war dahingehend erfolgreich, dass man auf Europas größten Festivals spielte. Dem Wacken Open Air, dem Earthshaker Fest und dem With Full Force. Vom 4. bis zum 14. Dezember 2008 tourte die Band im Rahmen der „Persistence Tour 2008“ zusammen mit Sick of It All, Heaven Shall Burn, Terror und einigen anderen durch Europa.
Im November des Jahres 2006 brachten sie ihr Album War heraus. Bei diesem Album wurde darauf geachtet, den Hardcore- und Metalansprüchen der Fans gerecht zu werden. Es wurden auch relativ viele Gastauftritte eingebaut. Unter anderem Pepe von Hatesphere und Barney von Napalm Death. Born from Pain versucht sich in jedem Album erneut treu zu bleiben, aber auch viele neue Dinge und Abwechslung in ihre Musik und Texte zu bringen.
Am 16. März 2007 gab das Label der Band, Metal Blade Records, bekannt, dass sich der langjährige Sänger Che von der Band trennt. Die Trennung ist nicht künstlerischer, sondern vielmehr persönlicher Natur. Der Nachfolger wurde für kurze Zeit Carl Schwartz, der schon bei namhaften Bands wie Terror und First Blood mitwirkte, die Band aber nach kurzer Zeit wieder verließ und für gut ein Jahr von Kevin Otto ersetzt wurde. Auf der Hell On Earth Tour 2007 übernahm auch für kurze Zeit der Terror Sänger Scott Vogel den Posten am Mikrofon.
Im Sommer 2008 wurde bekannt, dass Rob Franssen, ursprünglich Bassist, als neuer Sänger agieren wird und man Andries Beckers, von der Band The Setup, als neuen Bassisten verpflichten konnte. Des Weiteren wird Roel Klomp, welcher aufgrund einer schwerwiegenden Armverletzung die Band verlassen musste, dauerhaft von seinem Vertreter Roy Moonen ersetzt.
Am 31. Oktober 2008 erschien das Album Survival.
Am 9. Februar 2010 wurde von der Band publiziert, dass Roy Moonen durch Igor Wouters am Schlagzeug ersetzt wurde. Igor Wouters war bis dahin bei den Bands Homethrust, Angelcrew und Backfire tätig. Im Juli 2010 ging die Band auf Asientour.
2011 arbeitete Born form Pain in einem Projekt mit dem Rapper Volkan T und der Rapperin Ayben zusammen.
Im August 2012 gab die Band bekannt, dass das Gründungsmitglied Servé Olieslagers wieder in der Band dabei sei.
Im Dezember 2012 stellte die Band ihren neuen Schlagzeuger Max van Winkelhof vor.
Am 28. November 2014 erschien das siebte Album Dance with the Devil.
Im Februar 2019 erschien das Album True Love.

## Galerie

Born from Pain, aktuelle Besetzung live auf dem Metal Frenzy, Gardelegen 2017
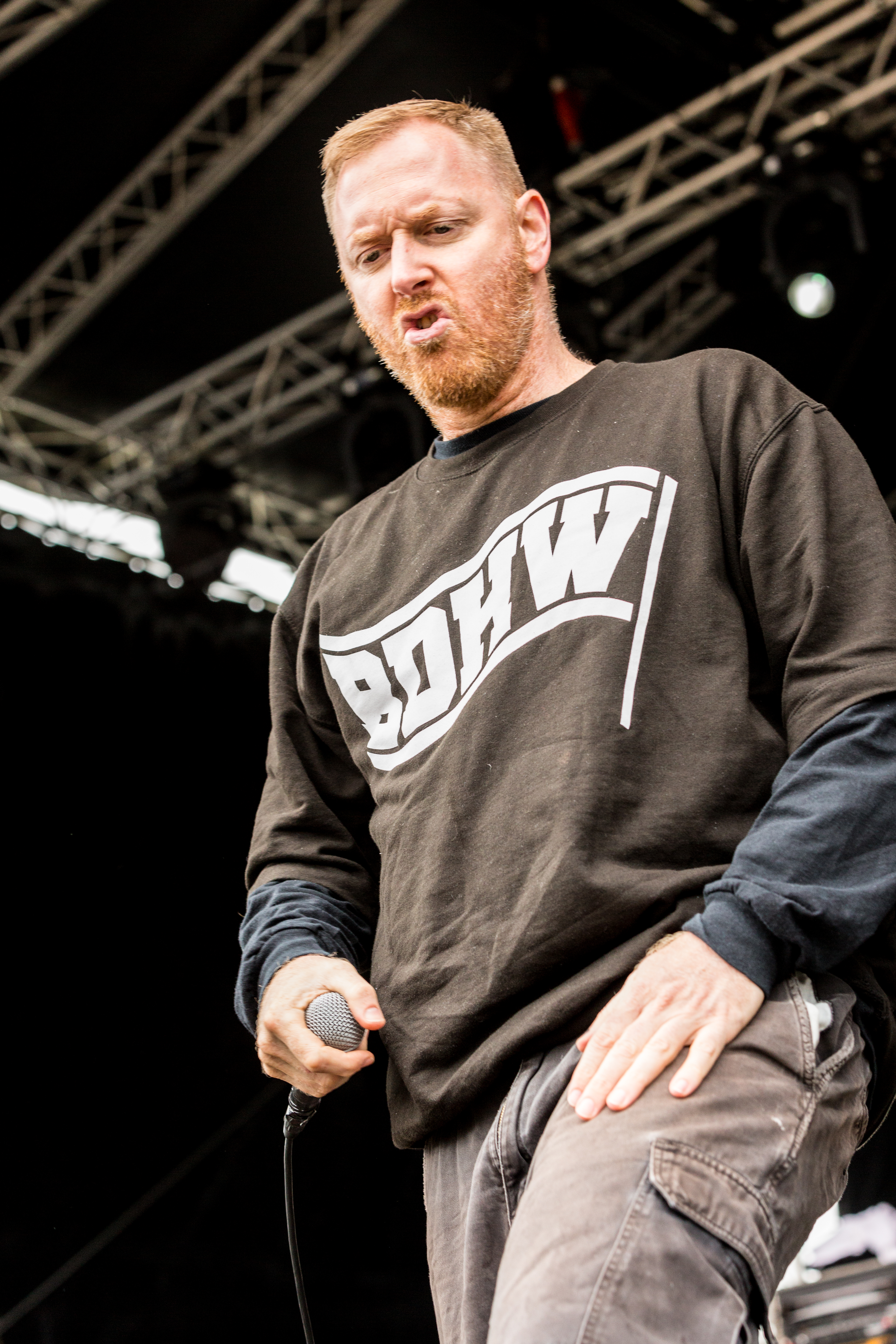
Rob Franssen
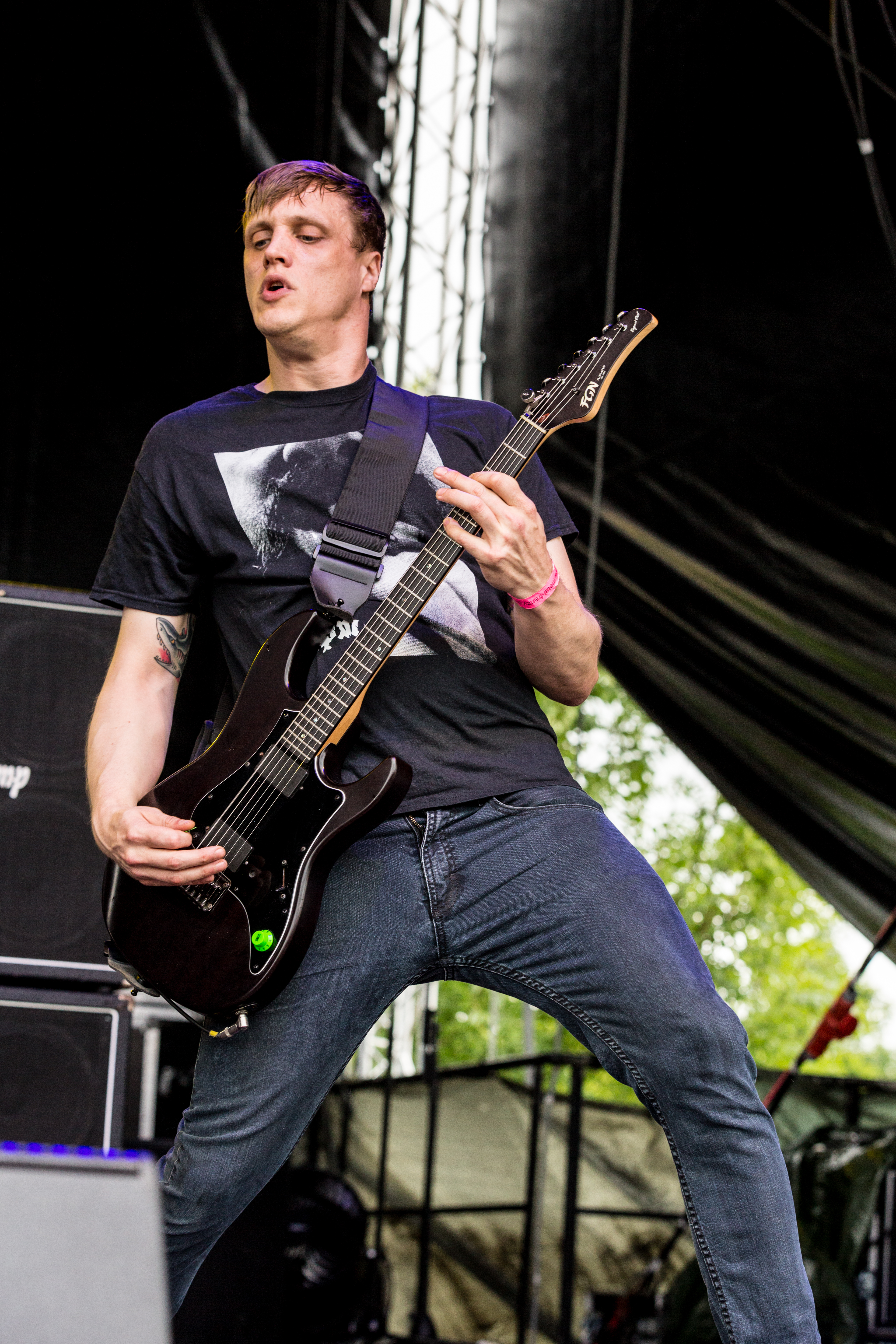
Dominik Stammen
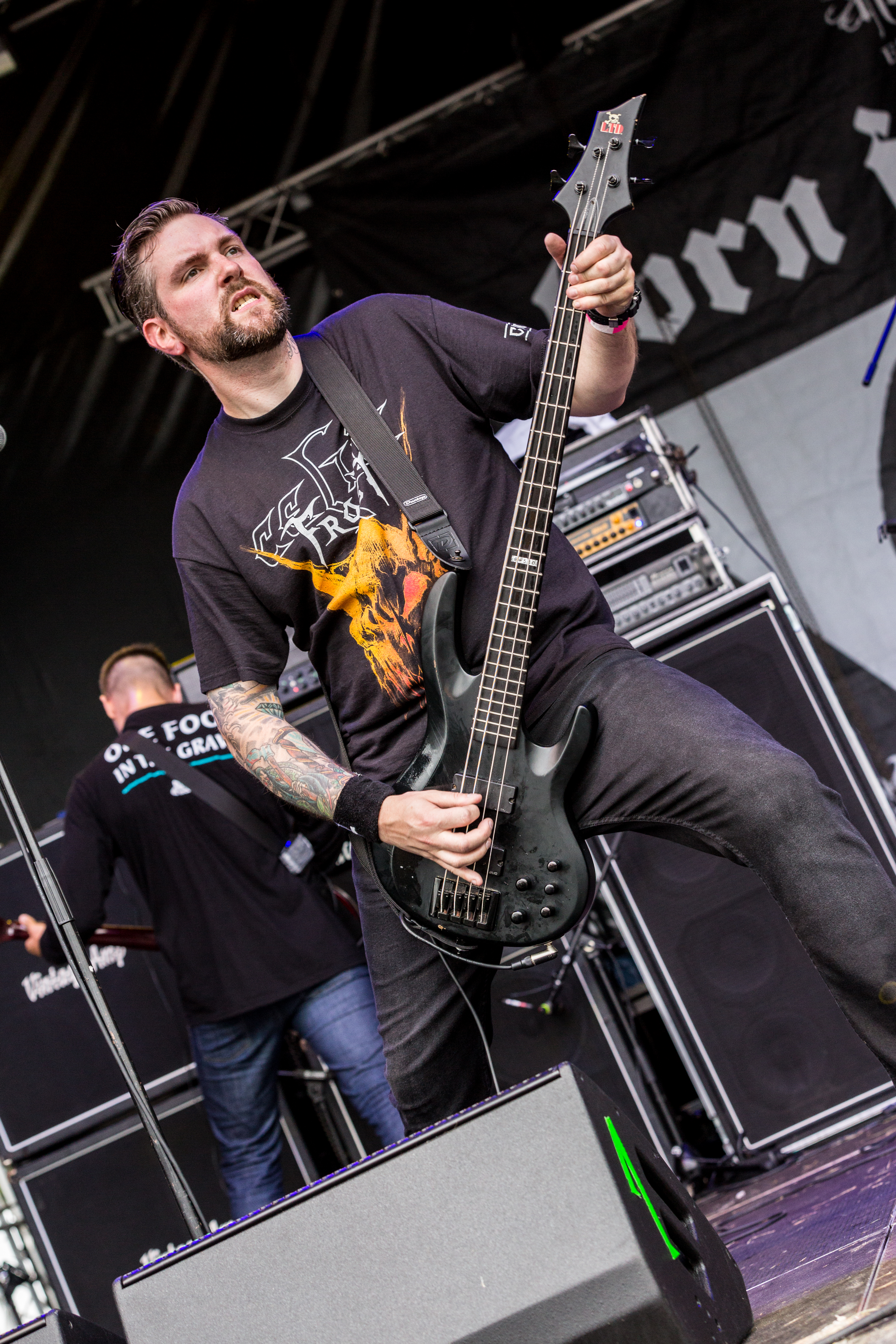
Tommy Gawellek
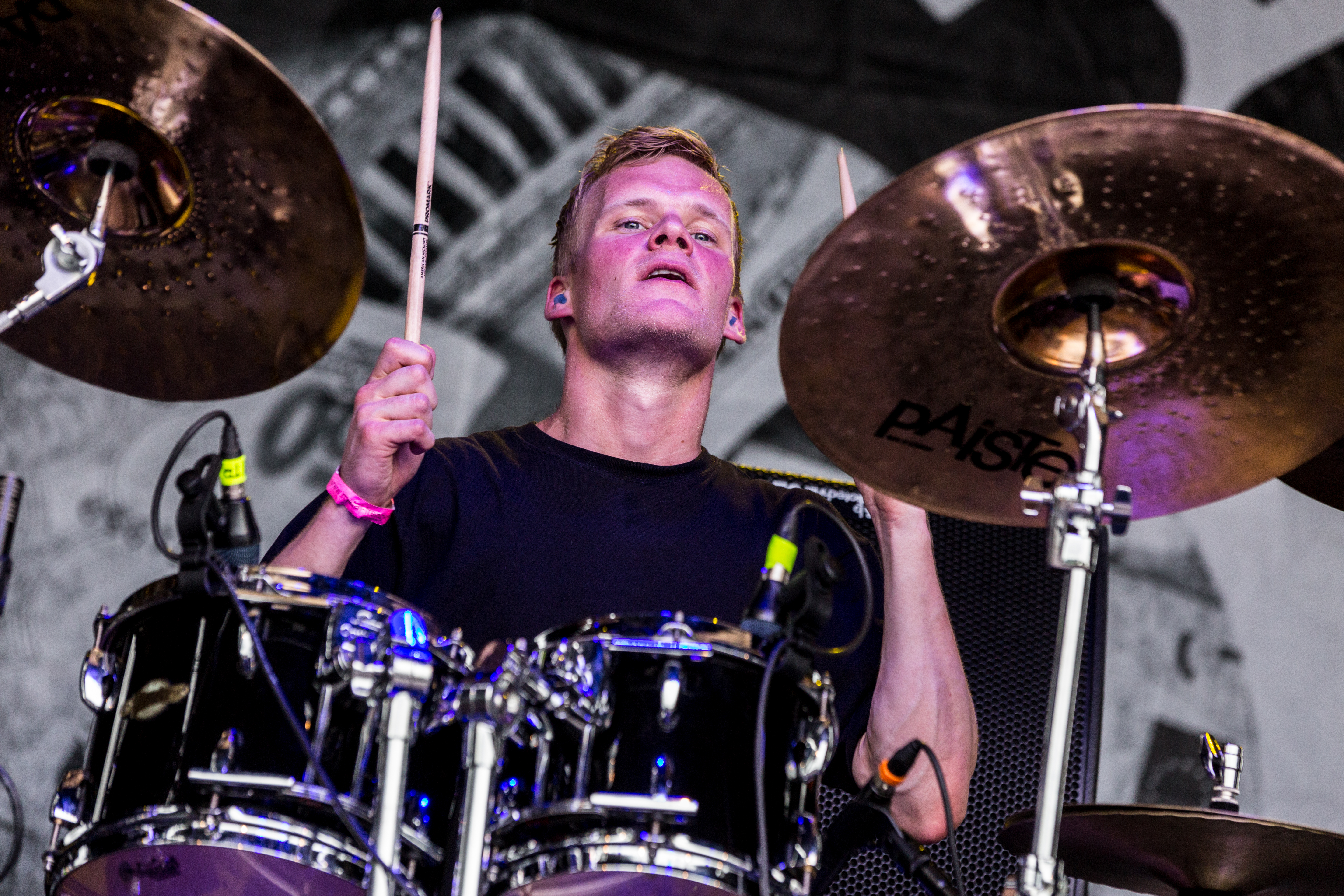
Max van Winkelhof

## Diskografie

### Alben
- 2000: Reclaiming the Crown (Gang Style Records, Re-Release 2003 und 2005)
- 2003: Sands of Time (Gang Style Records, Re-Release 2005)
- 2005: In Love With the End (Metal Blade Records)
- 2006: War (Metal Blade Records)
- 2008: Survival (Metal Blade Records)
- 2012: The New Future (Gang Style Records)
- 2014: Dance with the Devil
- 2019: True Love

### Splits und EPs
- 1999: Split mit Iron Skull (Gang Style Records)
- 1999: Immortality (EP, Gang Style Records)
- 2001: Split Silent-Swift-Deathly mit Redline (Gang Style Records)